# Джек-Дентон, Мариам
Мариам Джек-Дентон (англ. Mariam Jack-Denton; род. 29 декабря 1955 года), также известная как Аджарату Мариам Дентон (англ. Ajaratou Mariam Denton), — гамбийский юрист и политик, занимавшая пост спикера Национальной ассамблеи Гамбии в период с апреля 2017 по апрель 2022 года.

## Ранние годы и карьера юриста
Мариам Джек-Дентон родилась в 1955 году в семье гамбийского политика Алю Сулеймана Джека, занимавшего должность спикера Палаты представителей Гамбии с 1962 по 1972 год. Её брат Сулейман Бун Джек был постоянным секретарём Министерства обороны в правительстве Дауды Джавары, а потом получил гражданство Великобритании, в которой и стал проживать.
Джек-Дентон выучилась на адвоката и стала первой женщиной-гамбийкой, включённой в коллегию адвокатов в начале 1980-х годов. Она работала государственным адвокатом и главным государственным адвокатом, после чего перешла на должность юриста в правление Центрального банка Гамбии. После государственного переворота 1994 года Джек-Дентон потеряла работу там и занялась независимой юридической практикой.
Её юридическая контора была открыта на улице Серин Моду Силла в Банжуле. Она также работала юрисконсультом при Объединённой демократической партии, главной оппозиционной партии во время правления Яйи Джамме. В марте 2006 года, после попытки государственного переворота, предпринятой группой солдат и гражданских лиц, Джек-Дентон была арестована и на протяжении трёх месяцев содержалась под стражей. Она была освобождена под залог Высоким судом Гамбии. В итоге, дело властей против неё было прекращено.

## Политическая карьера
11 апреля 2017 года Джек-Дентон была представлена новоизбранным президентом Гамбии Адамой Бэрроу в качестве одного из пяти членов Национального собрания. Позже в тот же день она была утверждена на посту спикера Национальной ассамблеи и приведена к присяге главным судьей Хассаном Бубакаром Яллоу. Муса Сайдыхан в Kairo News следующим образом прокомментировал это её назначение: «солидное юридическое образование в сочетании с боевым духом позволяет многим гамбийцам считать, что Мариам Дентон заслуживает быть спикером в свободной и демократической Гамбии».
17 апреля 2022 года по итогам прошедших выборов Джек-Дентон на посту спикера Национального собрания сменил Фабакари Ятта.